# Kunsthaus Langenthal

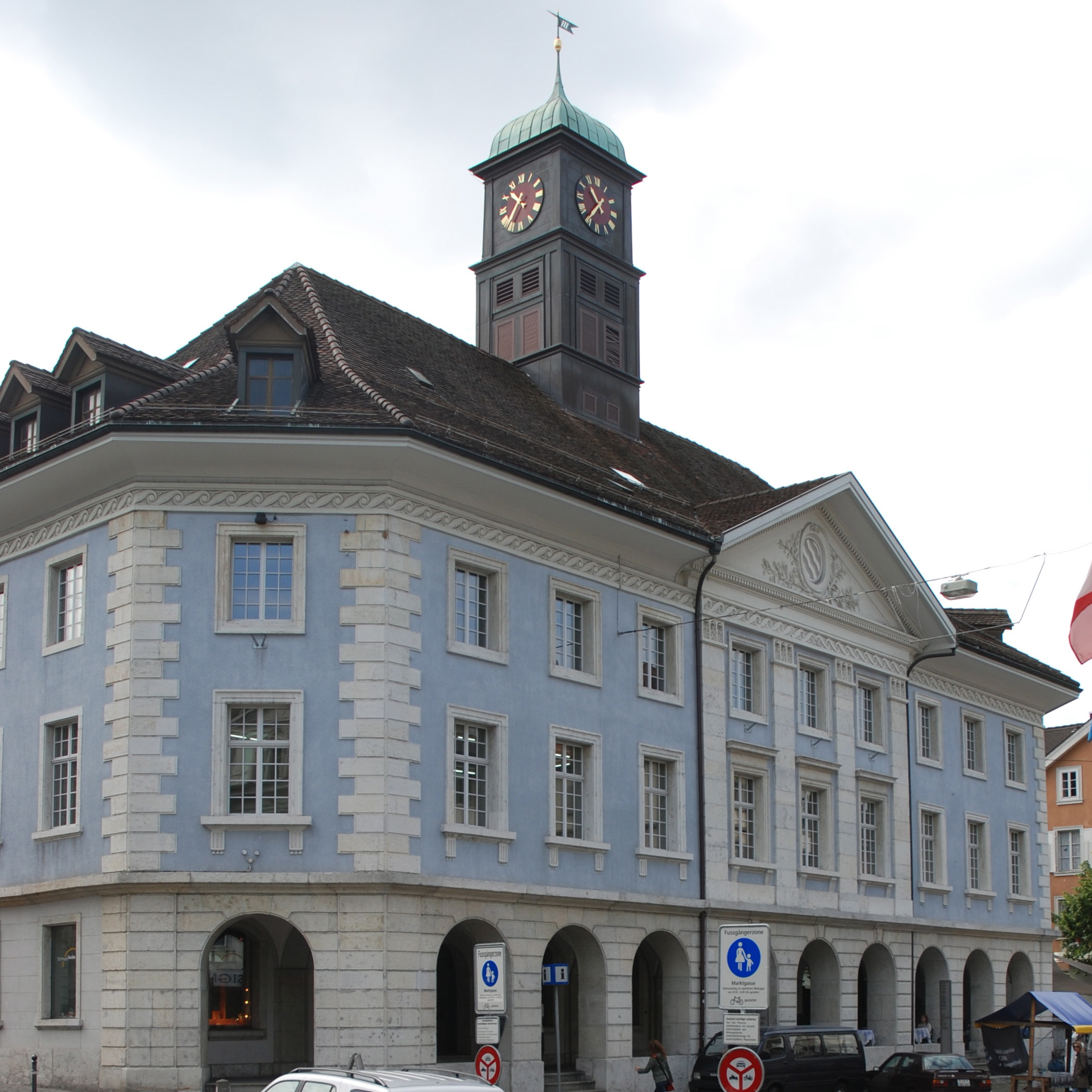
Kunsthaus Langenthal

Das Kunsthaus Langenthal ist ein Kunsthaus in Langenthal (BE) in der Schweiz. Träger des Kunsthauses ist der Kunstverein Oberaargau, ein unabhängiger Verein im Sinne von Art. 60ff. ZGB mit Sitz in Langenthal. Seit 1998 trägt die Stadt Langenthal die Betriebskosten des Kunsthauses mit. Das Kunsthaus Langenthal ist im Choufhüsi, einem denkmalgeschützten Haus im Zentrum Langenthals, untergebracht.

## Geschichte
Das Kunsthaus Langenthal wurde 1992 von einem privaten Verein gegründet, dessen Mitglieder in den ersten Jahren das Kunsthaus meist ehrenamtlich betrieben. 1998 entschied die Stadt Langenthal, einen Teil der Betriebskosten zu übernehmen, was die Professionalisierung des Ausstellungsbetriebs ermöglichte. Heute zählt das Kunsthaus Langenthal zu den wichtigsten Ausstellungsorten zeitgenössischer Kunst in der Schweiz.
2009 erhielt das Kunsthaus Langenthal den Eidgenössischen Preis für Kunsträume, den das Bundesamt für Kultur erstmals an neun Institutionen vergab. Dieser ist mit 20'000 Franken dotiert. Geehrt wurde das Kunsthaus Langenthal aufgrund des kuratorischen Konzepts, welches das Lokale mit internationalen Positionen verbindet, und als «Impulsgeber für den Kunstdiskurs in der Schweiz».

## Konzeption und Vermittlung
Das Kunsthaus Langenthal zeigt vier bis sieben Ausstellungen pro Jahr. Der Schwerpunkt liegt dabei auf aktueller, junger Schweizer Kunst. Im Weiteren beleuchten thematische Gruppenausstellungen aktuelle Themen, seit einigen Jahren immer wieder zu Fragen von neuen Medien und Gesellschaft. Seit den Anfängen des Hauses finden zudem immer wieder Ausstellungen mit historischer Fotografie statt. In mindestens einer Ausstellung pro Jahr wird ein Bezug zum Standort Langenthal hergestellt. Zu vielen Ausstellungen erscheint ein Katalog oder eine Künstlerpublikation. Es werden im Bereich der Vermittlung Künstlergespräche, Führungen, Performances und ein Programm für Kinder angeboten.

## Ausstellungen (Auswahl)

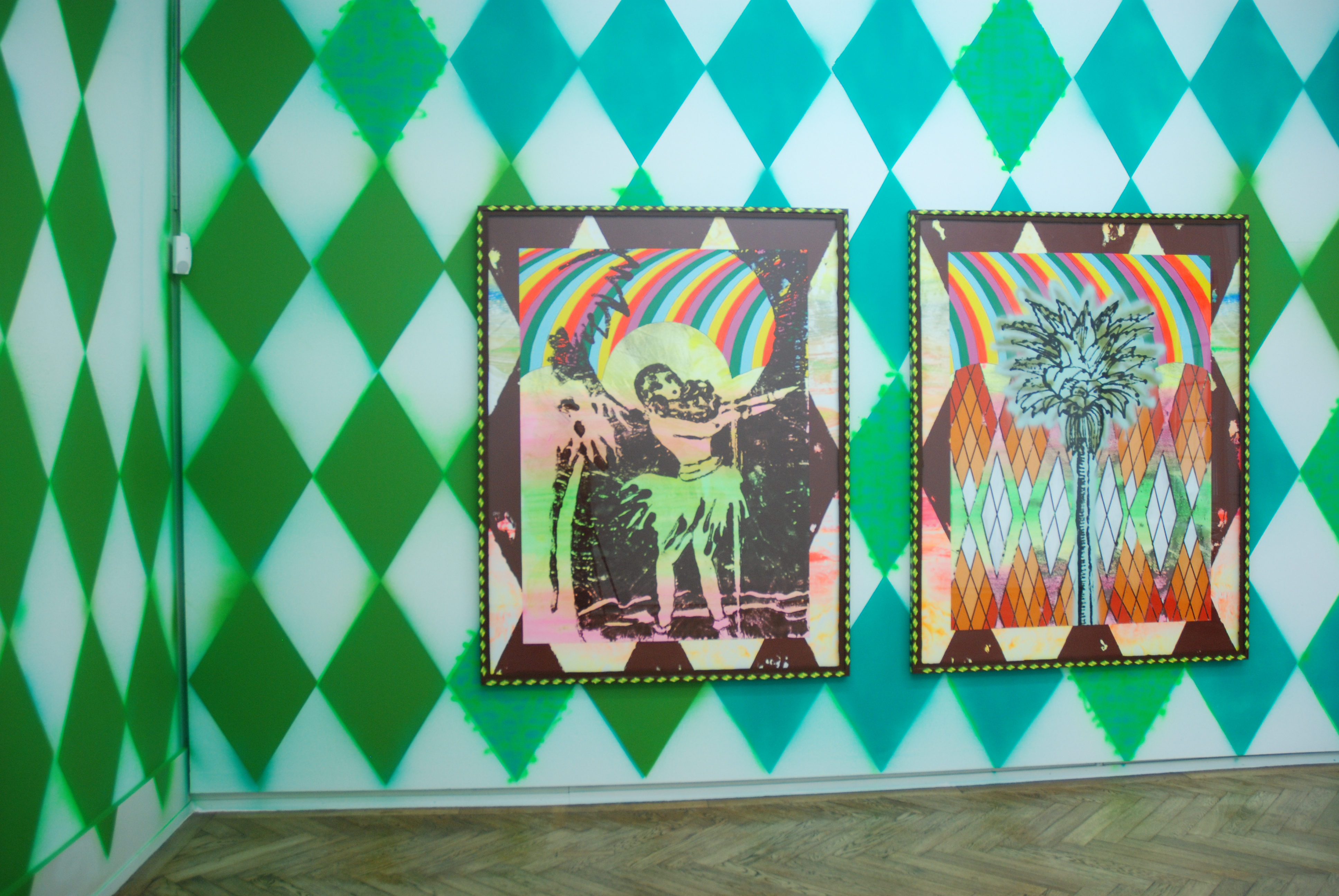
Kunsthaus Langenthal: Installation „Vom Biegen, vom Brechen“, Christine Streuli, 2007

- 2024: If You See Me Stumble, Milva Stutz. 29. August – 17. November 2024.
- 2022: Original Features, Latefa Wiersch. 25. August – 13. November 2022.
- 2021: The Thinking Body, Cathy Josefowitz. 26. August – 14. November 2021.
- 2008: Casa del Lago, Danica Dakić. 23. April – 8. Juni 2008.
- 2008: Average, Christian Aebi, Seline Baumgartner, Mathieu Bernard-Reymond, Diana Dodson, Fischli / Weiss, Valérie Mréjen, Gianni Motti, RELAX, Jean-Frédéric Schnyder, Kateřina Šedá, Nedko Solakow, Pascale Wiedemann und Daniel Mettler, Måns Wrange, Simone Zaugg, Artur Żmijewski. 4. September –2. November 2008.[4]
- 2008: Don’t Look Back in Anger, Edit Oderbolz.  21. Februar – 20. April 2008.[5]
- 2007: Christine Streuli – Bruno Jakob, Christine Streuli, Bruno Jakob. 6. September – 4. November 2007.
- 2007: Il faut cultiver notre jardin, Gerda Steiner & Jörg Lenzlinger, Andres Lutz & Anders Guggisberg, Dominik Heim & Ron Temperli, Matteo Terzaghi & Marco Zürcher, Anne-Julie Raccoursier. 15. Februar – 15. April 2007.